# レオ・メンゲッティ
ジョセフ・レオ・メンゲッティ（Joseph Leo Meneghetti, 1943年9月28日 - 2005年7月13日）は、アメリカ合衆国出身の軍人。日本では俳優としても活動した。

## 来歴・人物
両親はイタリア系アメリカ人である。
大学時代に軍隊に入り、ベトナム戦争に参加。退役の前にキャンプ座間のクラブマネージャーを務めていた。
日本駐留中は俳優として1980年代より多数の映画やテレビドラマに出演する。この間、多摩サービス補助施設のマネージャーを務める。
1998年にアメリカに帰国、ビール空軍基地のマネージャーに就任。
2003年に大韓民国のハンフリーズ基地の地域主任に就任。
2005年7月13日、がんのためハワイ州のトリプラー陸軍病院で死去した。61歳没。

## 出演

### 映画
- 化石の荒野（1982年、東映）
- 汚れた英雄（1982年、東映） - モラレス
- 零戦燃ゆ（1984年、東宝）
- バカヤロー! 私、怒ってます（1988年、松竹） - グラマン
- 映画 機動刑事ジバン 大爆発！！恐怖の怪物工場（1989年、東映） - ドクター・ギバ
- 極東黒社会（1993年、東映） - シーザー・バローネ
- ゴジラvsメカゴジラ（1993年、東宝） - レオ・アシモフ
- 男はつらいよ  第36作  柴又より愛をこめて（1985年、松竹）

### テレビドラマ
- Gメン'75（1982年）第347話「生き返った5年前の死体」 - デイブ（シンガポール検査官）
- メタルヒーローシリーズ
  - 宇宙刑事シャイダー（1984年）第3話 「アニー応答なし」 - アニーの父 ロブ
  - 機動刑事ジバン（1989年） - ドクター・ギバ
- 青い瞳の聖ライフ（1984年）第1話「ジャスト・マリッド」
- いたずらスチュワーデス!（1985年） - ヒューズ
- 仮面の忍者　赤影（1985年） - 宣教師
- 月曜ドラマランド 意地悪お手伝いさん（1985年）第4話
- あまえないでョ!（1985年）最終話「エエッ! 直が結婚」
- 特別機動少女隊ホールドアップ!!（1985年） - ジョー・ヘルナンデス
- 月曜ドラマランド 未亡人は17歳（1987年）
- 火曜サスペンス劇場 冷たいのがお好き（1987年）
- 京大アメリカンフットボール部誕生秘話 君に涙は似合わない（1988年） - ピンカーマン監督
- 意地悪ばあさんスペシャル・GO!!豪!!ゴールドコースト移住!?の巻（1989年）
- いつも誰かに恋してるッ（1990年）最終話「日本一のぶっ飛び娘」
- 世にも奇妙な物語 秋の特別編（1990年）
- HOTEL ホテルスペシャル'90秋　姉さん事件です！（1990年）
- 悪いこと（1992年）第12話「乗客」
- HOTEL第3シリーズ（1994年） 第13話「ハイレグ水着事件」
- お金がない!（1994年） - 取締役
  - 第1話「ブタの貯金箱」
  - 第6話「愛情もない!」
  - 最終話「やっぱり、ない!」
- ドラマ結婚式場 花嫁介添人がゆく（1995年）第6話
- 密使（1995年）
- 憲法はまだか（1996年） - コートニー・ホイットニー准将
- 理想の上司（1997年）
  - 第11話「意外な結末」 　
  - 最終話「さよなら流れ星」
- 左手に告げるなかれ（1997年）